# Captain (États-Unis, O-3)
Pour les articles homonymes, voir captain.

Insigne d'un captain de l'Armée de terre et de l'Armée de l'air aux États-Unis – rang (O-3).

Captain est un grade militaire utilisé par la United States Army, le United States Marine Corps et la United States Air Force est un grade d'officier dont la position dans l'échelle des soldes (i.e. des salaires) des militaires américains est de « O-3 ». Selon les classifications de l'OTAN, c'est un grade OF-2.
Il ne doit pas être confondu avec le grade de captain, grade OTAN OF-5, d'autres composantes des Forces armées américaines.

## Description
Ce grade est supérieur au grade de first lieutenant et inférieur au grade de major. Le grade est équivalent à celui de lieutenant dans d'autres services de l'Armée américaine (Marine, etc.).
Dans l'Armée de terre, un captain a le commandement d'une compagnie ce qui équivaut à une unité de 75 à 200 militaires. Dans ce cas, on lui donne le titre de company commander (« commandant de compagnie »). Dans l'Armée de l'air, il a le titre de flight commander.
Dans les unités médicales (sauf dans le Corps des Marines), il s’agit du grade de base pour les militaires possédant un titre de docteur en médecine. Dans les unités judiciaires (sauf dans le Corps des Marines), il est également le grade de base des avocats de l’armée.
| Précédé par First lieutenant | Captain | Suivi par Major |

## Insignes

Insigne de grade d'un capitaine de l'U.S. Army
Insigne de grade d'un capitaine de l'U.S. Marine Corps
Insigne de grade d'un capitaine de l'U.S. Air Force
Insigne de grade d'un capitaine de l'U.S. Space Force